# Camden (Tennessee)
Camden è una città degli Stati Uniti d'America, situata nello Stato del Tennessee, nella contea di Benton, della quale è il capoluogo.